# Zeno Dragomir
Zeno Dragomir (n. 27 iunie 1923, Caransebeș, Caraș-Severin, România – d. 4 septembrie 1967) a fost un atlet român specializat în săritura cu prăjina.

## Carieră
S-a născut în anul 1923 în Caransebeș. A fost legitimat la Clubul Atletic Recaș, Uzinele Domeniilor Reșița, Stadiul Român-București, Sindicatul Metalo-Chimic Reșița, Clubul Sportiv Universitar Cluj, Clubul Sportiv Universitar București și Știința București. A câștigat mai multe titluri de campion național la săritura cu prăjina și, în plus, titlul de campion național la lungime în 1945. A fost primul atlet român care a trecut ștacheta ridicată la 4 metri și a stabilit șapte recorduri naționale. Cea mai bună săritură a lui a fost de 4,20 m.
În anii 1946 și 1947 el a câștigat titlurile balcanice la săritura cu prăjina. A obținut medalia de aur la Festivalul Mondial al Tinerilor și Studenților de la Praga din 1947. A concurat în 1952 la Jocurile Olimpice de la Helsinki, unde s-a clasat pe locul 18. Doi ani mai târziu, s-a clasat pe locul 21 la Campionatul European de Atletism, care a avut loc în anul 1954 la Berna.
Din 1949 până în 1967, Zeno Dragomir a fost asistent, șef de lucrări și conferențiar la Institutul de Cultură Fizică din București.

## Distincții
- Medalia Muncii (21 august 1954) „pentru merite deosebite pe tărîmul construcției de stat, economice, sociale și culturale, cu ocazia celei de a zecea aniversări a eliberării patriei noastre”[11]

## Legături externe
- en Zeno Dragomir la World Athletics
- en Zeno Dragomir la Olympedia.org
- en  Zeno Dragomir la athleticspodium.com